# Элолуото, Отто
О́тто Элолуо́то (фин. Otto Eloluoto; 10 марта 2008, Финляндия) — финский футболист, полузащитник финского клуба «Интер».

## Клубная карьера
В начале 2024 года Элолуото подписал свой первый профессиональный контракт с «Интер Турку» на два года с опцией продления ещё на один год. 6 октября, в возрасте 16 лет, Элолуото дебютировал в Вейккауслиге, в победном (1:0) выездном матче против клуба «Мариехамн». Он также стал первым игроком 2008 года рождения, дебютировавший в Вейккауслиге.